# Ibrahima Dramé
Ibrahima Dramé (* 6. Oktober 2001 in Sédhiou) ist ein senegalesischer Fußballspieler.

## Karriere

### Verein
Dramé begann seine Karriere beim Diambars FC. Im Januar 2020 wechselte er nach Österreich zum LASK, bei dem er einen bis Juni 2023 laufenden Vertrag erhielt. Zunächst sollte er jedoch für das Farmteam FC Juniors OÖ zum Einsatz kommen. Sein Debüt für diesen in der 2. Liga gab er im Februar 2020, als er am 17. Spieltag der Saison 2019/20 gegen den SV Lafnitz in der Startelf stand und in der 56. Minute durch Patrick Plojer ersetzt wurde. Insgesamt kam er für die Juniors zu 27 Zweitligaeinsätzen, in denen er fünf Tore erzielte. Nach der Saison 2021/22 zog sich das Team allerdings aus der 2. Liga zurück.
Zur Saison 2022/23 wechselte Dramé dann zur zweiten Mannschaft des FK Austria Wien. Im Oktober 2022 spielte er bei seinem Kaderdebüt gegen den FC Villarreal erstmals für die erste Mannschaft der Wiener. In der Saison 2022/23 kam er insgesamt zu drei Einsätzen für die erste Mannschaft in der Bundesliga. Für die zweite Mannschaft absolvierte 20 Partien und erzielte dabei sieben Tore, mit dem Team stieg er aber aus der 2. Liga ab.
Im August 2023 wechselte Dramé in die Türkei zum Zweitligisten Bandırmaspor.

### Nationalmannschaft
Dramé nahm im Februar 2019 mit der senegalesischen U-20-Auswahl an der Afrikameisterschaft teil. Bei dieser unterlag man erst im Finale Mali. Durch den zweiten Platz qualifizierte sich der Senegal auch für die im selben Jahr stattfindende WM, für die Dramé ebenfalls nominiert wurde. Bei dieser scheiterte man im Viertelfinale an Südkorea, Dramé kam während des Turniers in vier von fünf Spielen seines Landes zum Einsatz.
Im September 2019 debütierte er gegen Guinea für die A-Nationalmannschaft.